# Lucky Luke

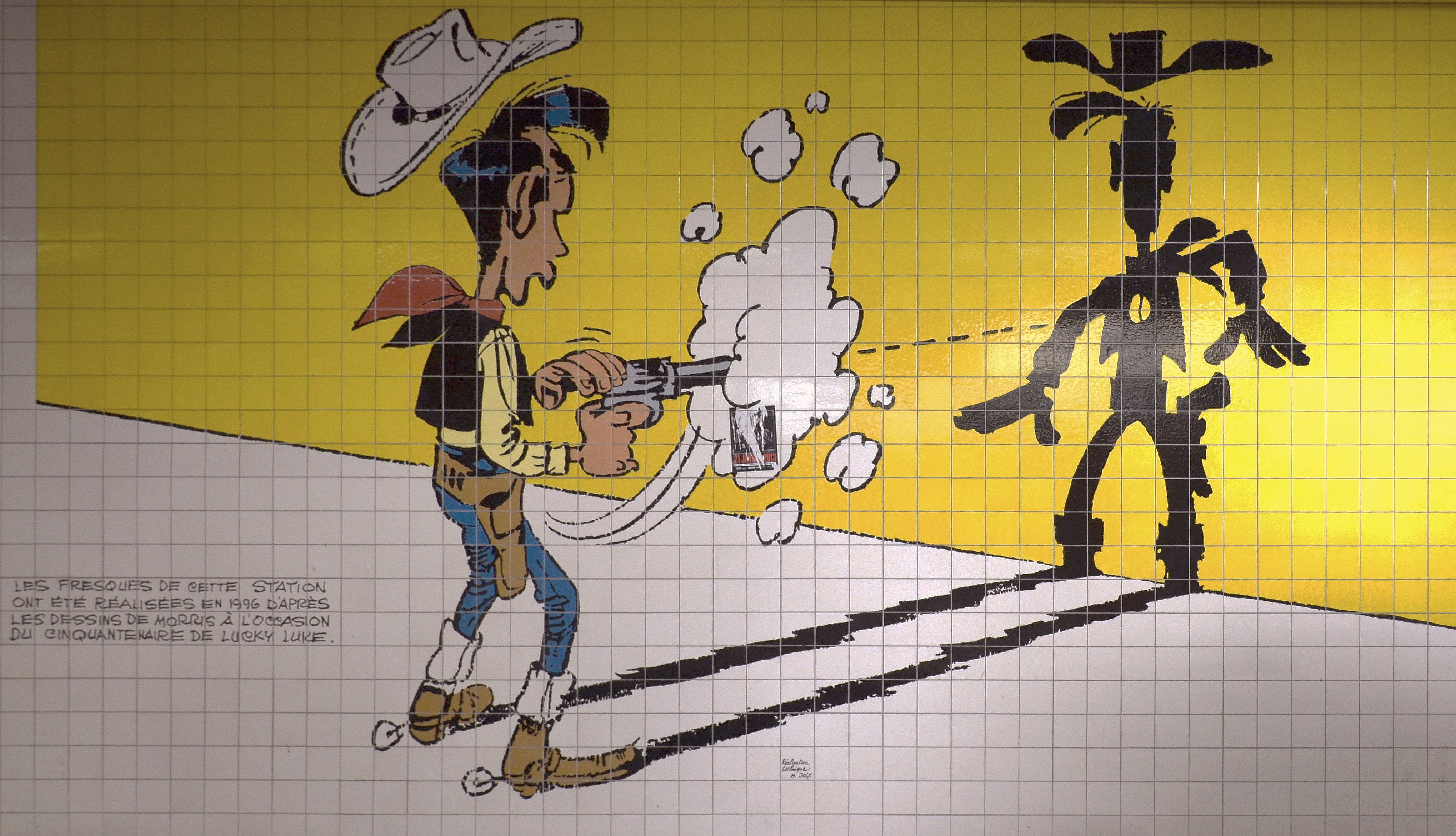
Lucky Luke

Lucky Luke je fiktivní postava francouzské komiksové série.

## Charakteristika
Jedná se o postavu ze stejnojmenného komiksu. Jde o osamělého kovboje, který se toulá světem se svým koněm Jolly Jumperem, honí nebezpečné lupiče a nakonec vždy zvítězí. Stvořil jej belgický výtvarník Morris (vlastním jménem Maurice de Bevere), když v roce 1947 vydal první díl komiksu Zlatý důl Dicka Diggera. Teprve spolupráce s francouzským scenáristou Reném Goscinnym však zajistilo sérii světový ohlas. Goscinny je spoluautorem dvaapadesáti dílů z celkových osmdesáti a autorem reklamního sloganu „Muž, který střílí rychleji než vlastní stín“. Po Goscinnyho smrti v roce 1977 se scénáře ujali další scenáristé, jako např. Jean Léturgie, Xavier Fauche, Laurent Gerra a další. Morris zemřel v roce 2001 a výtvarnou stránku převzal francouzský kreslíř Achdé, vlastním jménem Hervé Darmenton. Autorem scénáře zatím posledního dílu z roku 2018, Kovboj v Paříži, je Julien Berjeaut pod pseudonymem Jul. Série se stala podkladem pro televizní série a desítku animovaných i hraných filmů.

## Postavy
- Lucky Luke - statečný a zručný kovboj
- Tramtabum - tupohlavý policejní pes
- Jolly Jumper - inteligentní a sarkastický Lukův kůň
- Bratři Daltonovi - nebezpeční, ale neohrabaní zločinci

## V češtině vydané komiksové tituly
- Tortilly pro bratry Daltonovy (2005)
- Dostavník (2005)
- Zelenáč (2006)
- Dalton City (2006)
- Jesse James (2006)
- Cirkus Western (2006)
- Kaňon Apačů (2007)
- Máma Daltonová (2007)
- Lovec lidí (2007)
- Velkovévoda (2007)
- Bílý kavalír (2007)
- Tramtambumovo dědictví (2008)
- Psychoterapie Daltonových (2008)
- Císař Smith (2008)
- Zpívající drát (2009)
- Poklad Daltonových (2009)
- Soudce Bean (2010)
- Osídlování Oklahomy (2010)
- Daltonovi na svobodě (2010)
- Proti proudu Mississippi (2011)
- Na stopě Daltonovým (2011)
- Ve stínu vrtných věží (2011)
- Rivalové z Painful Gulche (2012)
- Billy Kid (2012)
- Černé hory (2012)

V roce 2015 se nakladatelství Egmont rozhodlo z obchodních důvodů další díly Luckyho Luka v češtině nevydávat.
- Koleje v prérii (2022)
- Lucky Luke versus Joss Jamon (2022)
- Bratranci Daltonovi (2022)
- Daltonovi ve vánici (2023)
- Daltonovi už zase na útěku (2023)
- Karavana (2024)
- Město duchů (2024)